# Park Zdrojowy w Cieplicach Śląskich-Zdroju
Park Zdrojowy w Cieplicach Śląskich-Zdroju – park zdrojowy w Cieplicach Śląskich-Zdroju, znajdujący się w uzdrowiskowej części miasta, na północ od Parku Norweskiego. Południową granicą parku płynie rzeka Wrzosówka.

## Historia
Park założony został w miejscu ogrodu warzywnego, powstałego w r. 1713. Pierwsze informacje o ogrodzie w stylu francuskim w pobliżu dworu pochodzą z 1748 r. W 1796 r., w trakcie budowy nowego pałacu Schaffsgotschów, została założona główna aleja parkowa. Pierwsze większe założenie w guście angielskim powstało w 1819 r. W r. 1838 park z dużym rozmachem i gruntownie przebudowano w stylu angielskim, m.in. pod kątem widoków na pasmo Karkonoszy. Podzielono go na część zamkową, dostępną tylko dla lokatorów pałacu Schaffsgotschów oraz ogólnodostępną, zdrojową.

## Obiekty na terenie parku
- Pawilon uzdrowiskowy "Edward" z fontanną
- Pałac Schaffsgotchów, obecnie siedziba filii Politechniki Wrocławskiej
- Galeria (dawny pawilon zdrojowy) projektu Carla Gottfrieda Geisslera
- Teatr Zdrojowy z 1836 r.
- muszla koncertowa
- Pomnik Marysieńki Sobieskiej
- dwa miecze stylizowane na grunwaldzkie[1]

## Roślinność
68 proc. parku pokrywają drzewa. Porasta go 78 gatunków i odmian drzew i krzewów, najczęściej występujące to lipa drobnolistna, klon zwyczajny, dąb szypułkowy i świerk pospolity. W zachodniej części spotyka się gatunki przywleczone: kolkwicję chińską, magnolię drzewiastą, miłorząb dwuklapowy, ambrowca balsamicznego i inne.

## Szlaki turystyczne
Przez park przebiegają następujące szlaki turystyczne:
- Karpniki
- Sosnówka, Karpacz Górny